# Äspered
Äspered är en tätort i Borås kommun, och kyrkbyn i Äspereds socken. Äspered ligger mellan Borås och Ulricehamn vid sjön Tolken. 
I Äspered finns Äspereds kyrka och en församlingsgård invigd i augusti 2009.
I orten finns Äspereds IF som bland annat har ett fotbollslag i division 5, ett damlag i division 2 Södra och ett antal ungdomslag. Föreningen har länge även varit ett känt namn inom längdskidåkning då man har ett elljusspår där många skidåkare åker på vinterhalvåret.
Äspered har en hembygdsförening och en hembygdsgård på Sjötorp vid Tolkens västra strand. Där finns bland annat ett fungerande vattenhjul och en ramsåg som drivs av en tändkulemotor.

## Befolkningsutveckling
| Befolkningsutvecklingen i Äspered 1975–2020 | Befolkningsutvecklingen i Äspered 1975–2020 | Befolkningsutvecklingen i Äspered 1975–2020 | Befolkningsutvecklingen i Äspered 1975–2020 | Befolkningsutvecklingen i Äspered 1975–2020 |
| ------------------------------------------- | ------------------------------------------- | ------------------------------------------- | ------------------------------------------- | ------------------------------------------- |
|                                             |                                             |                                             |                                             |                                             |
| År                                          |                                             |                                             | Folkmängd                                   | Areal (ha)                                  |
| 1975                                        | 1975                                        |                                             | 219                                         |                                             |
| 1980                                        | 1980                                        |                                             | 245                                         |                                             |
| 1990                                        | 1990                                        |                                             | 301                                         | 43                                          |
| 1995                                        | 1995                                        |                                             | 315                                         | 43                                          |
| 2000                                        | 2000                                        |                                             | 305                                         | 43                                          |
| 2005                                        | 2005                                        |                                             | 283                                         | 43                                          |
| 2010                                        | 2010                                        |                                             | 287                                         | 43                                          |
| 2015                                        | 2015                                        |                                             | 293                                         | 61                                          |
| 2020                                        | 2020                                        |                                             | 314                                         | 63                                          |
| Anm.: Ny tätort 1975                        |                                             |                                             |                                             |                                             |